# Craven
För andra betydelser, se Craven (olika betydelser).
Craven var mellan 1974 och 2023 ett distrikt i Storbritannien med Skipton som administrativt centrum. Det låg i grevskapet North Yorkshire i riksdelen England, i den centrala delen av landet, 300 km nordväst om huvudstaden London. Distriktet hade 55 409 invånare (2011).
Den 1 april 2023 blev det en del av den nya enhetskommunen North Yorkshire.